# Diane Ablonczy
Diane Ablonczy (née le 6 mai 1949) est une femme politique canadienne.

## Biographie
Elle est née à Peoria (Illinois) aux États-Unis. Elle a été députée à la Chambre des communes du Canada ; elle est membre du Parti conservateur du Canada (depuis 2003), anciennement membre de l'Alliance canadienne (2000-2003) et du Parti réformiste (1993-2000). Elle a siégé à la Chambre des communes de 1993 à 2015, représentant la circonscription de Calgary—Nose Hill (depuis 1997) ; elle représentait la circonscription de Calgary North de 1993 à 1997. Elle détient des diplômes d'enseignement et de droit de l'Université de Calgary. Ablonczy est actuellement secrétaire parlementaire du ministre des Finances. Elle a déjà été critique de l'opposition officielle pour le Développement des ressources humaines, la Santé, et la Citoyenneté et immigration. Elle est une ancienne enseignante, gérante de ferme, et avocate. Elle est mariée à Ron Sauer et a une fille, quatre enfants adoptifs et deux petits-fils.
Ablonczy était membre du Western Canada Concept au début des années 1980.
En 2002, Ablonczy était candidate au congrès d'investiture de l'Alliance canadienne, terminant troisième.
Le 18 novembre 2002, elle pose une question à la Chambre des communes concernant Maher Arar, un double citoyen canadien et syrien qui avait récemment été déportée des États-Unis vers la Syrie sur des soupçons de terrorisme. Ablonczy défend les actions des autorités américaines et critique le gouvernement Chrétien pour avoir réprimandé les États-Unis pour avoir renvoyé Arar en Syrie. Elle demande pourquoi le gouvernement canadien avait besoin de se fier aux américains pour identifier "ses liens terroristes" et ses "liens avec Al-Qaïda". Arar fut emprisonné pour plus d'un an en Syrie, et depuis sa libération a affirmé avoir été torturé par les autorités syriennes. Aucune preuve le liant à une organisation terroriste n'a été trouvée à ce jour.
Elle ne s'est pas représentée aux élections générales de 2015.